# Julius Koch (Polizeipräsident)
Julius Koch (* 29. Januar 1881 in Hofheim in Unterfranken; † 19. November 1951 in München) war ein deutscher Jurist und Münchner Polizeipräsident.

## Leben
Julius Koch besuchte von 1887 bis 1891 die Volksschule in Bad Brückenau, von 1891 bis 1900 das Riemenschneider-Gymnasium und studierte von 1900 bis 1904 Rechtswissenschaft an der Julius-Maximilians-Universität Würzburg.
1904 absolvierte er das 1. juristische Staatsexamen und wurde im Vorbereitungsdienst beschäftigt. 1907 absolvierte er die juristische Assessorprüfung und wurde als Rechtspraktikant und Akzessist bei der Regierung von Unterfranken beschäftigt. Am 1. Oktober 1912 wurde er zum Bezirksamtsassessor in Landkreis Bad Neustadt an der Saale ernannt. Am 1. Mai 1921 zum Regierungsrat bei der Regierung von Unterfranken ernannt. Am 1. August 1922 wurde er zum Regierungsrat erster Klasse bei der Polizeidirektion München ernannt.
Am 9. März 1929 wurde er mit der Durchführung der vorbereitenden Maßnahmen zur Einrichtung der staatlichen Polizei in Augsburg beauftragt. Mit Wirkung zum 1. April 1929 wurde er zum Oberregierungsrat und Vorstand der Polizeidirektion Augsburg ernannt. Koch war Mitglied der Bayerischen Volkspartei.
Nach dem Tod des Münchener Polizeipräsidenten Karl Mantel wurde Koch zu dessen Nachfolger ernannt. Wie Mantel war auch Koch ein Gegner der NSDAP. Am 13. April 1931 verbot das Kabinett Held II die Sturmabteilung in Bayern, am 3. Juli 1931 führte die Stadtpolizei München, zur Durchsetzung des Verbots der SA eine Durchsuchung des Braunen Hauses durch.
Das Bayrische Innenministerium nahm am 5. Juni 1930 ein Uniformverbot im Versammlungsgesetz auf. Am 1. Juli 1931 verbot die Polizeidirektion München das Tragen einheitlicher Kleidung und setzte dieses Verbot auch durch: Stadtpolizisten nahmen SA-Wachposten vor dem Braunen Haus fest. Als die NSDAP weiterhin SA-Uniformträger vor dem Braunen Haus patrulieren ließ, wurden 29 Mitglieder der SA festgenommen. Das am 13. April 1932 vom Kabinett Brüning I erlassene reichsweite Verbot der SA wurde mit einer Durchsuchung des Braunen Hauses (Brienner Straße 38), im angegliederten Drexl-Palais (Büro des Obersten SA Führers, OSAF, Brienner Straße 43) sowie mit Durchsuchung und zeitweiligen Schließung der SA-Reichsführerschule (Briennerstraße 44) durchgesetzt.
Koch wurde am 10. März 1933 durch den am 9. März 1933 aufgrund der Verordnung des Reichspräsidenten zum Schutz von Volk und Staat zum Reichskommissar ernannten Franz Ritter von Epp aus dem Amt des Münchner Polizeipräsidenten entfernt, am 17. März 1933 beurlaubt, am 25. Januar 1934 in den Wartestand versetzt und zum 1. Februar 1934 nach § 4 des Gesetzes zur Wiederherstellung des Berufsbeamtentums aus dem Staatsdienst mit der Bemerkung entlassen, er hätte „als Polizeipräsident in München die nationale Bewegung in maßloser Weise bekämpft“.
Am 11. September 1945 wurde er von Fritz Schäffer mit Wirkung zum 1. Mai 1945 wieder in den bayerischen Staatsdienst berufen. Am 24. Oktober 1945 wurde er zum Ministerialdirektor im bayrischen Innenministerium ernannt.
Am 6. Mai 1946 beurlaubte ihn Wilhelm Hoegner auf Drängen der Militärregierung.  Am 1. Dezember 1946 wurde er zum Generalstaatsanwalt beim Bayerischen Verwaltungsgerichtshof berufen.
Am 30. September 1950 wurde er in den Ruhestand versetzt.
| Vorgänger   | Amt                                                                    | Nachfolger       |
| ----------- | ---------------------------------------------------------------------- | ---------------- |
| —           | Direktor der Augsburger Stadtpolizei 9. März 1929 bis 1. November 1929 | Ernst Eichner    |
| Karl Mantel | Münchner Polizeipräsident 1. November 1929 bis 10. März 1933           | Heinrich Himmler |